# Social Code
Social Code (ehemals Fifth Season) war eine kanadische Alternative-Rock-Band aus St. Albert, Alberta.

## Geschichte
Social Code wurde 1999 von den High-School-Freunden Travis Nesbitt (Gesang) und Logan Jacobs (Bass) unter dem Namen Fifth Season gegründet. David Hesse (Gitarre) und Andrew Patrick (Schlagzeug) machten das Quartett komplett.
Das erste Album Patiently Waiting wurde 2001 veröffentlicht. Nach der Veröffentlichung entschied sich die Band den Bandnamen in Social Code zu ändern, da in Italien bereits eine Band mit dem Namen The Fifth Season existierte.
2003 ersetzte Ben Shillabeer den Drummer Andrew Patrick. Ende desselben Jahres sicherten sich Social Code ihren ersten Plattenvertrag mit Interscope Records und veröffentlichten ihr erstes Album A Year at the Movies im Mai 2004.
Es folgte eine Tour, auf der die Band als Opener unter anderem für Rise Against, Fall Out Boy, Deftones und Good Charlotte auftraten.
2004 ersetzte Chris Ruddy den Gitarristen David Hesse. Dieser blieb jedoch nur ein Jahr in der Band. 2005 fanden Social Code mit Morgan Gies ihren neuen Gitarristen.
Im Jahr 2007 entschloss sich die Band, das nächste Album selbst zu produzieren. Social Codes vorherige Erfahrungen mit dem High Profile Producer Howard Benson (The All-American Rejects, Hawthorne Heights, My Chemical Romance) in Los Angeles gab der Band die Erfahrung und das nötige Selbstvertrauen es auf eigene Faust zu versuchen. Sie bauten ihr eigenes Tonstudio, in dem sie das nächste Jahr damit verbrachten, an ihrem zweiten Album Social Code zu arbeiten. Dieses wurde im  Mai 2007 in Kanada veröffentlicht. Das Album war erfolgreich und es wurden die Singles Bomb Hands, The Shortest Line, Everyday (Late November) und He Said, She Said ausgekoppelt. Social Code tourte im Anschluss mit Sum 41 und Finger Eleven auf deren Strength Within Numbers Tour.
Am 3. April 2009 gab die Band bekannt, dass sie ein weiteres Album fertiggestellt habe. Dieses Album wurde von John Travis (Kid Rock, Buckcherry) in Edmonton, Alberta, Kanada produziert und von Mike Fraser (AC/DC, Hinder, Aerosmith) gemixt. Vorab veröffentlichten sie die Single Satisfied am 28. Juli 2009 auf iTunes. Danach folgte eine Tour durch Kanada. Im selben Jahr holte sich die Band Steve Faulkner als zweiten Gitarristen zur Unterstützung.
Mitte 2012 gab die Band ihre Auflösung bekannt.

## Diskografie
- Patiently Waiting (2001 als Fifth Season)
- A Year at the Movies (2004)
- Social Code (2007)
- Rock ’n’ Roll (2009)